# Snam
Die Snam S.p.A (Akronym für Società Nazionale Metanodotti) ist ein italienischer Fernleitungsnetzbetreiber für Erdgas.
Das Unternehmen wurde 1941 gegründet und war von 1953 bis 2001 eine Tochtergesellschaft des italienischen Erdöl- und Energiekonzerns Eni.
Snam unterhält ein rund 33.000 km langes Leitungssystem, über das rund 64 Milliarden Kubikmeter Erdgas transportiert werden. (Stand 2023)
Es besitzt Wiedervergasungsanlagen in Cavarzere, Livorno und Panigaglia.

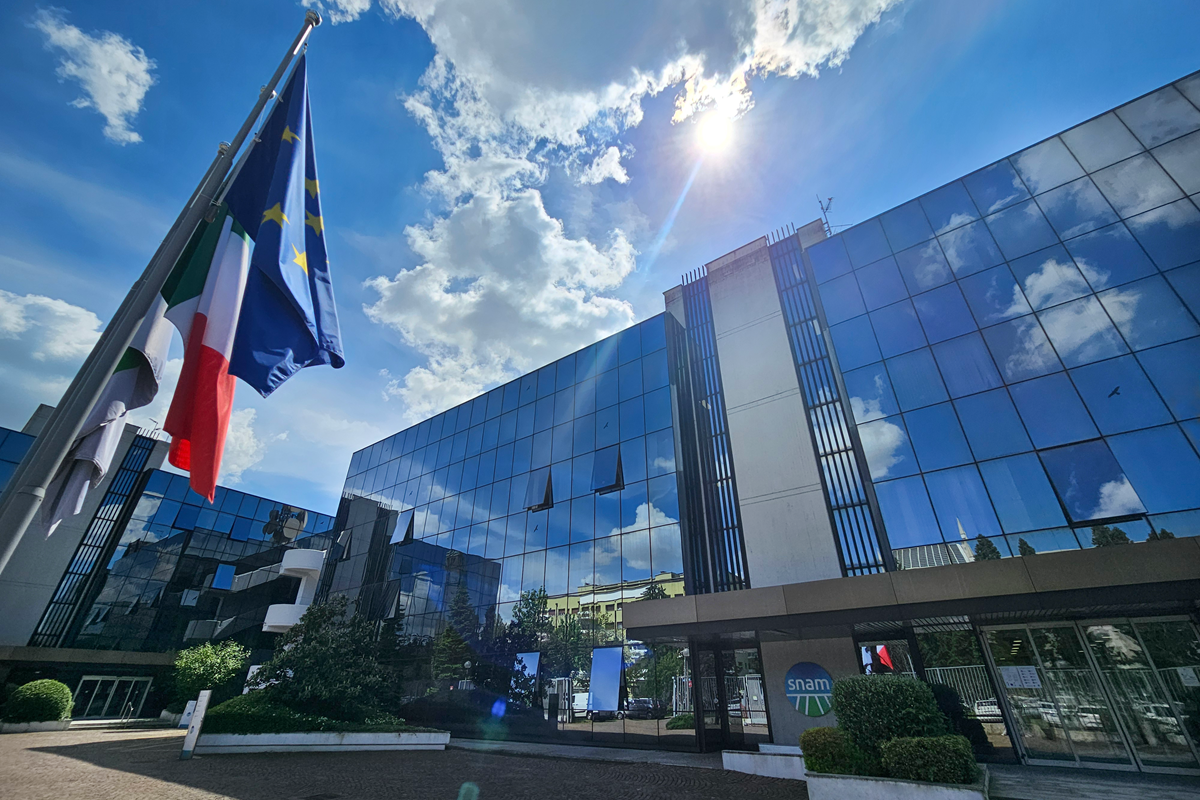
Sitz der Snam in San Donato Milanese

## Geschichte
Das Unternehmen mit Firmensitz in San Donato Milanese wurde 1941 durch die vier im Gasgeschäft tätigen Firmen Ente Nazionale Metano, Agip, Regie Terme di Salsomaggiore und Società Anonima Utilizzazione e Ricerca Gas Idrocarburati (Surgi) als Gemeinschaftsunternehmen gegründet und später in die 1953 gegründete Eni integriert.
Im Zuge der Liberalisierung des Gasmarktes, welche die Trennung zwischen Förderung/Handel einerseits und dem Transport andererseits vorschreibt, wurden die Aktivitäten 2001 unter dem Namen Snam Rete Gas als eigene Gesellschaft innerhalb des Eni-Konzerns neu organisiert und an die Börse gebracht. Die Aktienmehrheit verblieb dabei bei Eni. Snam Rete Gas wurde später in Snam umbenannt.
Im Dezember 2014 wurden 89 % der Anteile der Trans Austria Gasleitung übernommen.
Im Dezember 2015 übernahm die Snam den 20 %-Anteil an der Trans-Adriatischen Pipeline AG von der norwegischen Statoil.
Im Dezember 2016 wurde der Verkauf von 49 % der Gas Connect Austria an ein Konsortium, bestehend aus Allianz Capital Partners und Snam, abgeschlossen.
Ein europäisches Konsortium, bestehend aus Snam (60 %), Enagás (20 %, Spanien) und Fluxys (20 %; Belgien), erwarb am 20. Juli 2018 eine Mehrheit (66 %) an DESFA, dem griechischen Erdgas-Fernleitungsbetreiber einschließlich dem Revithoussa LNG Terminal.

## Tochtergesellschaften und Beteiligungen
An folgenden Unternehmen hält Snam Anteile (Stand: 2018):
- Cubogas S.r.l., 100 %
- Asset Company 4 S.r.l., 100 %
- Asset Company 5 S.r.l., 100 %
- Asset Company 6 S.r.l., 100 %
- Copower S.r.l., 51 %
- GasBridge 2 B.V., 100 %
- Gasrule Insurance DAC, 100 %
- Snam 4 Mobility S.p.A., 100 %
- TEP Energy Solution S.r.l., 82 %
- GNL Italia S.p.A., 100 %
- Stogit S.p.A., 100 %
- Asset Company 2 S.r.l., 100 %
- Infrastrutture Trasporto Gas S.p.A., 100 %
- Snam Rete Gas S.p.A., 100 %
- AS Gasinfrastruktur Beteiligung GmbH, 40 %
  - AS Gasinfrastruktur GmbH, (100 % Tochter von AS Gasinfrastruktur Beteiligung GmbH)
- Italgas S.p.A., 13,50 %
- Interconnector (UK) Ltd, 23,54 %
- Interconnector Zeebrugge Terminal SCRL, 73 %
- Senfluga Energy Infrastructure Holding S.A., 60 %
- Tep Energy Solution Nord Est S.r.l., 50 %
- Teréga Holding S.A.S., 40,50 %
- Trans  Austria Gasleitung GmbH, 84,47 %
- Trans Adriatic Pipeline AG, 20 %
- PRISMA - European Capacity Platform GmbH, 14,66 %

## Anteilseigner
(Stand: September 2024)
- Italienischer Staat über die Cassa Depositi e Prestiti: 31,4 %
- Privatanleger: 9,1 %
- Romano Minozzi: 7,4 %
- Banca d’Italia: 1,4 %
- Eigene Aktien: 0,2 %
- Streubesitz: 50,5 %